# Géographie du Kazakhstan
Avec une superficie de 2 717 300 km2 (ce qui correspond à environ cinq fois celle de la France), le Kazakhstan est le 9e plus grand pays du monde et, en fait, le 4e du continent asiatique, se situant après la Russie, la Chine et l'Inde.

## Armature urbaine

### L'urbanisation du Kazakhstan: un pays moyennement urbanisé
Vaste pays, très faiblement peuplé avec une densité d'à peine 7 hab/km2, le Kazakhstan est moyennement urbanisé mais l'essor des villes, surtout des plus grandes, est rapide.

#### Données d'ensemble
Il est frappant de noter le peuplement périphérique du Kazakhstan en contraste avec le centre du pays, la steppe kazakhe, aride et semi-désertique et presque inhabité. Ainsi, aucune grande ville ne figure sur les cartes géographiques du Kazakhstan central.
Du fait de l'héritage historique russe des XVIIIe et XIXe siècles, puis soviétique du XXe siècle, l'armature urbaine se caractérise notamment par l'implantation des villes sur les marges du pays, principalement dans les grandes vallées fluviales de l'ouest (l'Oural et son affluent, l'Ilek), de l'est (l'Irtych et son affluent l'Ichim sur les rives duquel se trouve la nouvelle capitale Astana) et du sud (Syr-Daria) ainsi que sur le piémont du massif montagneux de l'Alataou, au sud-est, où se trouve la plus grande ville du pays Almaty.
Aujourd'hui, près des 2/3 de la population kazakhe vit dans les villes dont 1/5 dans les trois plus grandes agglomérations du pays que sont Almaty (1 916 800 habitants), Astana (1 136 200 habitants) et Chimkent (1 038 200 habitants).

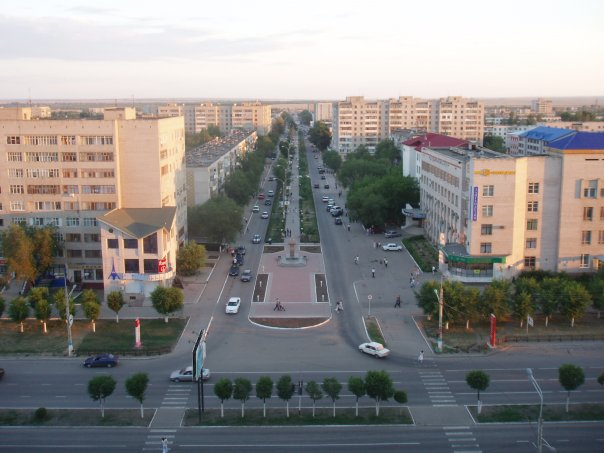
Le centre historique d'Aktioubé, ville typique de l'architecture soviétique caractéristique des capitales des provinces kazakhes.

Selon les données statistiques de 2020 fournies par l'ONU, plus d'une vingtaine de villes comptent plus de 100 000 habitants - 
dont plus d'une douzaine ont plus de 200 000 habitants - ; les 14 capitales des provinces y figurent toutes, héritage administratif de l'organisation soviétique de l'ancienne RSS de Kazakhstan.

#### Le réseau urbain: un héritage fort de l'histoire russe et soviétique du Kazakhstan
Cinq grandes zones géographiques peuvent être distinguées, toutes influencées par les villes en fonction de leur situation, de leur histoire et de leurs ressources locales.
- Dans le nord du Kazakhstan, l'urbanisation est ancienne, marquée par le colonialisme de l'Empire tsariste des XVIIIe et XIXe siècles et dont les nombreux toponymes attestent l'occupation russe passée. Mais cette urbanisation est ralentie du fait de la désindustrialisation de certaines villes et d'une forte émigration de la population russe et slave (Ukrainiens, Biélorusses, Polonais) ainsi qu'européenne (Allemands de la Volga, Baltes) depuis l'indépendance du pays en 1991. Cependant, les grandes villes du Nord kazakh entretiennent des relations interurbaines importantes avec les villes russes de Orenbourg, Orsk, Tcheliabinsk,  Kourgan et Omsk grâce notamment au réseau ferroviaire implanté pendant l'époque soviétique.

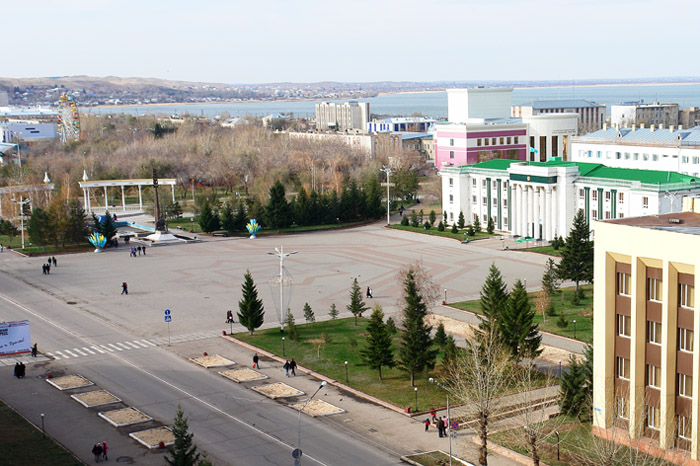
Kokchetau, autrefois Kokchetav, est une ville à l'architecture soviétique fortement marquée.

- Parmi celles-ci, Petropavl (214 800 habitants en 2020), cité d'origine russe fondée sur les rives de l'Ichim, est la ville la plus proche de la frontière avec la Russie mais elle a perdu beaucoup de son attractivité (238 600 habitants en 1989, à la veille de l'indépendance du pays). Elle reste cependant un nœud ferroviaire important où transitent les trains  transsibériens et kazakhstanais et un centre culturel actif (théâtre, station de télévision, musées).
- Dans les steppes du nord, aux fertiles terres noires, les tchernozioms, Kokshetau végète malgré son rôle de carrefour ferroviaire et de capitale de la province d'Aqmola tandis que Kostanaï, sur la rivière Tobol,  (243 900 habitants en 2020 contre 252 000 habitants en 2009) et Roudny (115 600 habitants en 2015 contre 124 000 habitants en 2007) qui sont d'anciennes villes planifiées soviétiques typiques, aux rues droites et larges et aux bâtiments résidentiels rectilignes à plusieurs étages, sont aujourd'hui des cités industrielles et minières en crise.
- Aktioubé, grande ville située sur l'Ilek, un affluent du fleuve Oural, étend son influence urbaine sur le nord et le nord-ouest du Kazakhstan grâce à son rôle de carrefour ferroviaire, de capitale régionale et de grand pôle universitaire (Université d'État, Faculté de Médecine, École Nationale d'Art en relation avec l'Unesco). Elle est devenue la cinquième aire urbaine du pays (445 100 habitants en 2020). Les aménageurs urbains prévoient d'en faire la troisième agglomération du pays avec 1,3 million d'habitants.

- L'Ouest du pays, organisé autour de la vallée de l'Oural, depuis la frontière avec la Russie, jusqu'à la mer Caspienne et sur les marges occidentales des monts Mougodjar, accueille quelques grandes villes dont l'essor urbain est contemporain et particulièrement rapide grâce à l'exploitation récente des hydrocarbures (pétrole et gaz). Ce sont les ports sur la mer Caspienne qui profitent le plus de la manne pétrolière, notamment Aktau (204 500 habitants en 2020) et surtout Atyrau, anciennement Gouriev, (183 000 habitants en 2012, 235 000 habitants en 2017) au centre d'une zone métropolitaine de 355 000 habitants.
- Seule, Oural, très proche de la frontière russe, ne participe pas à cette forte attractivité urbaine de l'Ouest kazakh. Cette cité d'origine russe, certes la plus européenne des villes kazakhes, demeure un centre secondaire dans l'armature urbaine du pays malgré son rôle de capitale administrative de la province du Kazakhstan-Occidental et de centre universitaire régional (230 800 habitants en 2020; 271 900 habitants en 2009).

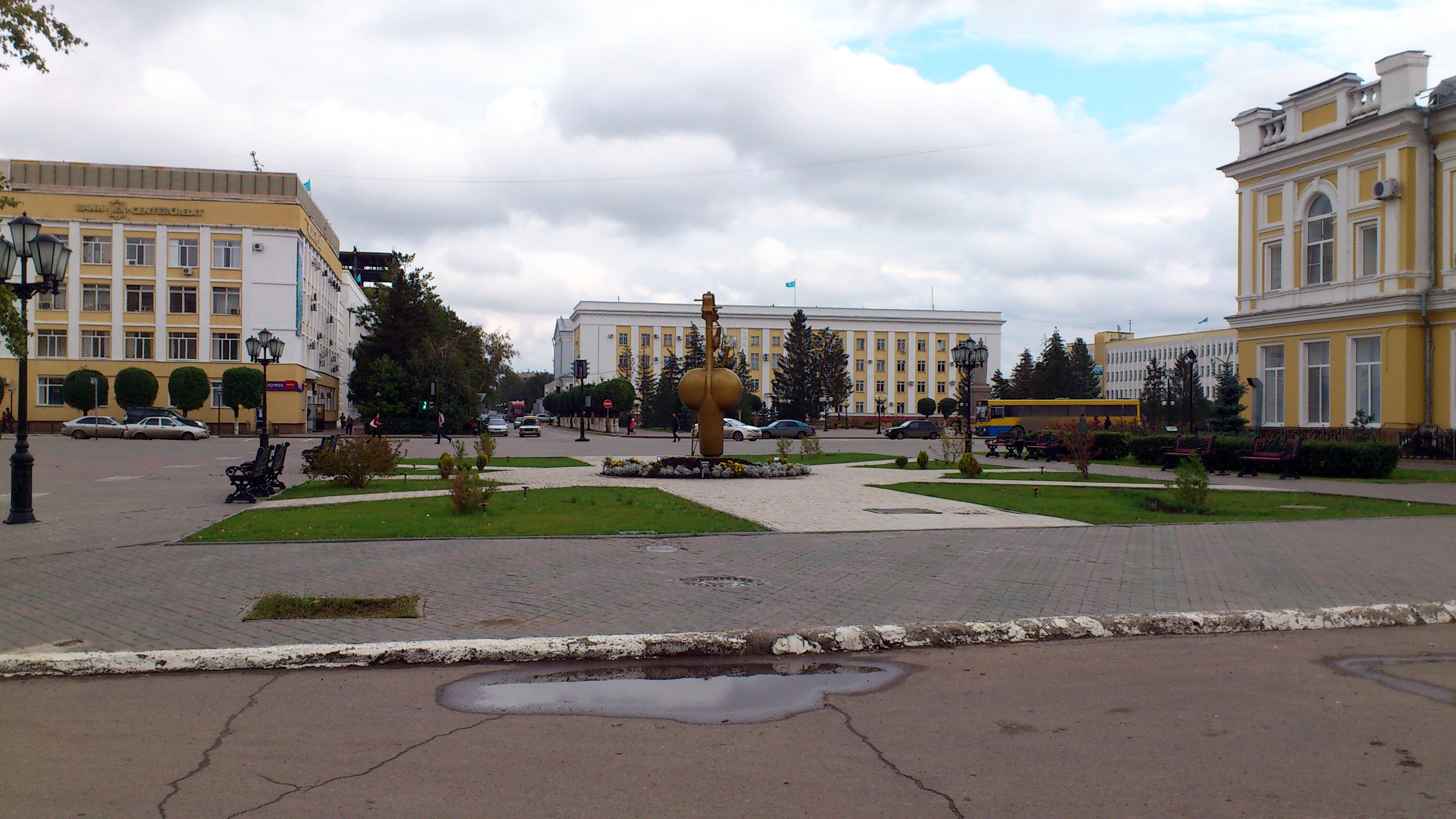
Centre historique de la ville d'Oural fortement marqué par le style soviétique.

- Le sud (plaine du Syr-Daria et  province du Kazakhstan méridional), au contact de l'Ouzbékistan, et le sud-est (ancienne région de la Sémiretchié autour d'Almaty sur le piémont des monts Alataou) qui partage sa frontière avec le Kirghizistan constituent une zone de fort peuplement urbain sur l'axe Kyzylorda-Chimkent-Taraz-Almaty. C'est dans ce long corridor urbain, parsemé de grandes et moyennes villes, qui est le plus densément peuplé du pays, que se trouve l'ancienne capitale, Almaty, ex Alma-Ata, et qui demeure la première ville du Kazakhstan (1 916 800 habitants en 2020) autant que la première métropole économique, universitaire et culturelle du pays.

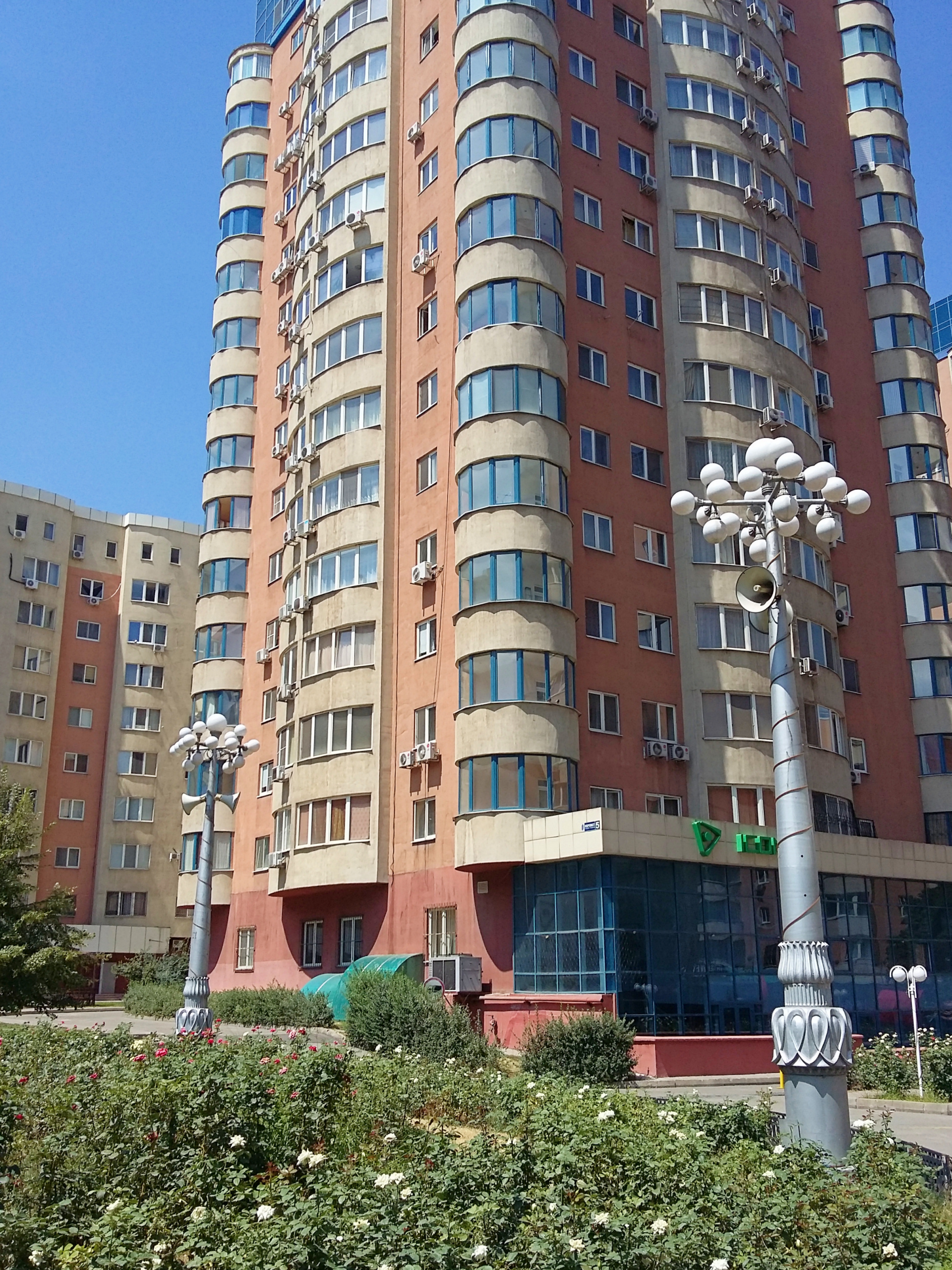
Une vue d'un quartier moderne de la grande métropole économique d'Almaty

- De même, de gros centres industriels et nœuds de communications ferroviaires et routières, développés pendant l'époque soviétique, comme Chimkent (3è aire urbaine avec 1 042 000 habitants en 2020) et Taraz (438 700 habitants en 2020), proches de la frontière avec l'Ouzbékistan, entretiennent des relations interurbaines avec Tachkent facilitées par le Turksib.
- Dans la fertile vallée du Syr-Daria aux riches oasis où sont produits la soie, le coton et les fruits, Turkestan, la capitale de la  province du Kazakhstan méridional (142 900 habitants en 2009, 160 700 habitants en 2017), et Kyzylorda, grand centre administratif et commercial (201 700 habitants en 2012, 237 400 habitants en 2017), sont des villes dynamiques participant à la forte attractivité de la zone méridionale du Kazakhstan.

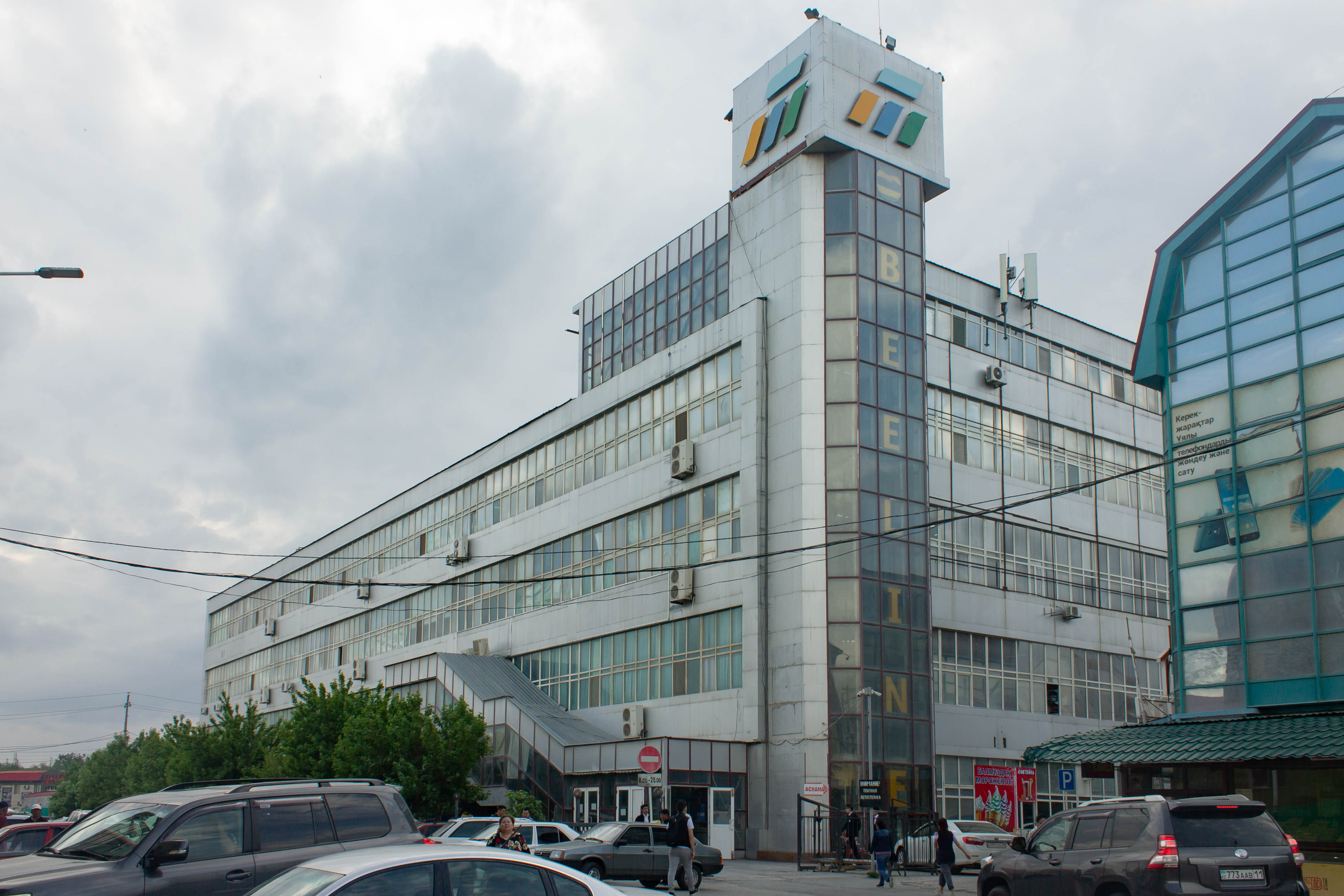
Un centre commercial moderne à Kyzylorda

- Si le centre du Kazakhstan est pratiquement inhabité demeurant la terre d'un nomadisme pastoral ancestral, les grandes villes y sont également inexistantes. Cependant, dans la frange orientale des steppes kazakhes et du fait de la volonté étatique, entre le nord du lac Balkhach et le long de la vallée de l'Ichim, l'urbanisation a fortement progressé durant la période soviétique, puis lors de l'indépendance du pays à partir de 1997 lors de la création de la nouvelle capitale.
- Au milieu d’un important bassin houiller encore actif, les Soviétiques y avaient créé de toutes pièces dès 1934 Karaganda, une grande ville minière et industrielle et qui est aujourd'hui la 4e agglomération du pays avec 504 900 habitants en 2020.

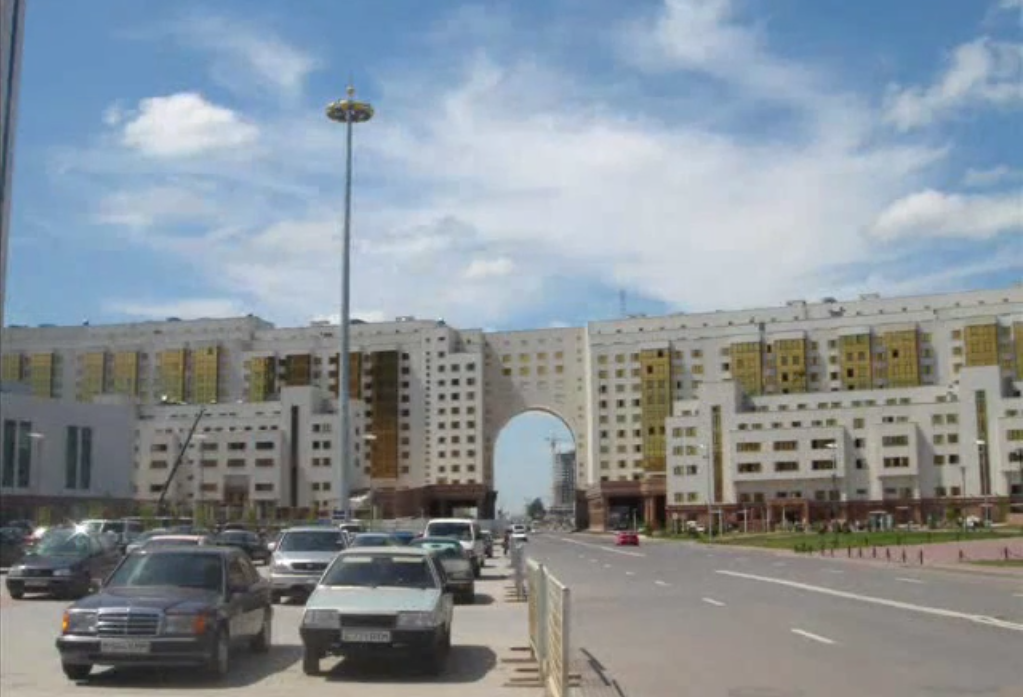
Les immeubles d'habitation de Karanganda dans le pur style de l'époque soviétique désormais révolue.

- Plus au nord-ouest et établie sur les deux rives de l'Ichim, Astana, l'ancienne cité caravanière d'Akmolinsk, est devenue la nouvelle capitale du Kazakhstan. Depuis 1997, et sur décision du premier Président du pays, Noursoultan Nazarbaïev, ce vieux centre de caravansérail a été l'objet d'une planification urbaine ambitieuse avec un urbanisme avant-gardiste, étant doté de bâtiments et d'équipements ultra modernes, de résidences de haut standing et de gratte-ciels, et de grandes artères spacieuses dignes d'une capitale d'État. Elle rivalise désormais avec Almaty, sa grande rivale du sud-est et l'ancienne capitale du pays. Astana est devenue en quelques décennies la deuxième ville du pays et sa progression est fulgurante passant de 311 000 habitants en 1999 à 1 136 200 habitants en 2020. La nouvelle capitale est aujourd'hui au cœur d'une zone métropolitaine de 1 328 500 habitants.

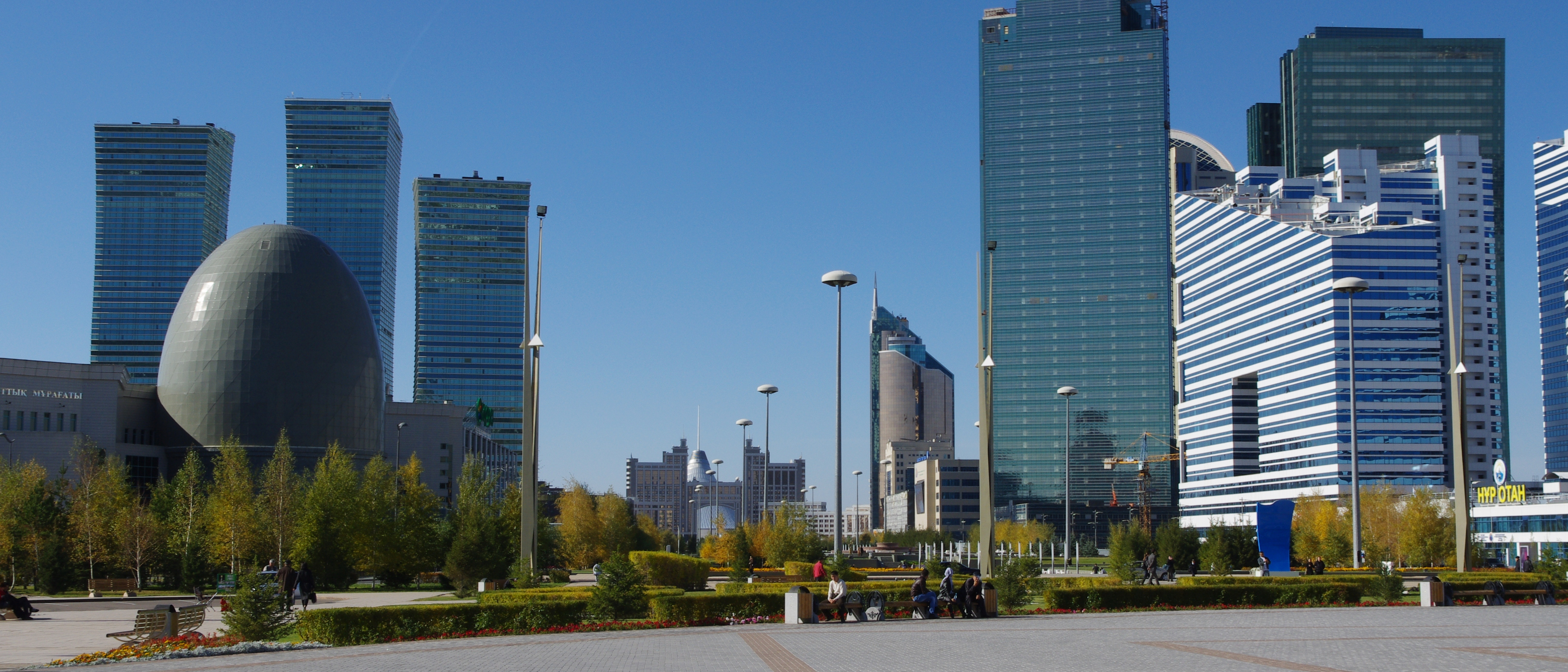
Astana, la nouvelle capitale avant-gardiste du Kazakhstan.

- Dans la partie orientale du Kazakhstan, et notamment le long de la vallée de l'Irtych, de grandes villes s'étaient considérablement développées durant l'époque soviétique mais elles sont aujourd'hui en perte de vitesse ou progressent peu. Ainsi en est-il de Pavlodar (353 900 habitants en 2014, 335 200 habitants en 2017), de Semeï, l'ancienne Sémipalatinsk, (312 000 habitants en 2014, 318 800 habitants en 2020) ou encore d'Ekibastouz, ville soviétique entièrement nouvelle créée à l'ouest de la vallée, au cœur du plus important bassin houiller du pays. Seule la grande ville d'Öskemen, capitale d'une province, l'oblys du Kazakhstan-Oriental, édifiée selon les plans des villes soviétiques dans un des nombreux bassins des monts de l'Altaï, résiste à l'exurbanisation ambiante (305 800 habitants en 2012, 326 500 habitants en 2017).

## Frontières et côtes
- Longueur totale des frontières : 12 012 km, dont :
  - 6 846 km avec la Russie ;
  - 2 203 km avec l'Ouzbékistan ;
  - 1 533 km avec la Chine ;
  - 1 051 km avec le Kirghizistan ;
  - 379 km avec le Turkménistan.
- Le Kazakhstan est bordé de deux mers fermées :
  - la mer Caspienne (1 894 km de côtes) ;
  - la mer d'Aral, désormais séparée en deux parties (1 070 km de côtes).

## Relief
Les montagnes qui s’élèvent à l’est et au sud-est du pays sont l’Altaï, Sauyr, Tarbagataï, Jungar Alatau, monts Tian. À l’ouest du pays, la péninsule de Mangystau accueille la plus basse cavité, celle de Karagiye, située à 132 mètres au-dessous du niveau de la mer, le point culminant du pays, situé sur la crête du sud-est, est le mont Khan Tengri (6 995 mètres).

## Rivières et fleuves
- Aïagouz
- Akkanbourlouk
- Boukhtarma
- Tchou
- Emba
- Ilek
- Ili
- Irtych
- Ichim
- Karatal
- Noura
- Syr-Daria
- Talas
- Tobol
- Tourgaï
- Ouba
- Oubagan
- Oural
- Oulba
- Zhetysu